# Oberlauf des Weißen Regens bis Kötzting mit Kaitersbachaue
Oberlauf des Weißen Regens bis Kötzting mit Kaitersbachaue este o arie protejată (arie specială de conservare — SAC, sit de importanță comunitară — SCI) din Germania întinsă pe o suprafață de 635,1 ha, integral pe uscat.

## Localizare
Centrul sitului Oberlauf des Weißen Regens bis Kötzting mit Kaitersbachaue este situat la coordonatele 49°09′22″N 13°06′52″E / 49.1561°N 13.1144°E.

## Înființare
Situl Oberlauf des Weißen Regens bis Kötzting mit Kaitersbachaue a fost declarat sit de importanță comunitară în noiembrie 2004 pentru a proteja 5 specii de animale. Situl a fost protejat și ca arie specială de conservare în aprilie 2016.

## Biodiversitate
Situată în ecoregiunea continentală, aria protejată conține 6 habitate naturale: Cursuri de apă de la nivel de câmpie la nivel montan, cu vegetație Ranunculion fluitantis și Callitricho-Batrachion, Formațiuni ierboase bogate în specii de Nardus, dezvoltate pe substraturi silicioase în zone montane (și în zone submontane, în Europa continentală), Pajiști cu Molinia pe soluri calcaroase, turboase sau argilos-nămoloase (Molinion caeruleae), Liziere de ierburi înalte hidrofile de câmpie și de nivel montan până la alpin, Fânețe de joasă altitudine (Alopecurus pratensis, Sanguisorba officinalis), Păduri aluvionare cu Alnus glutinosa și Fraxinus excelsior (Alno-Padion, Alnion incanae, Salicion albae).
La baza desemnării sitului se află mai multe specii protejate:
- mamifere (2): castor (Castor fiber), vidră de râu (Lutra lutra)
- nevertebrate (3): phengaris nausithous (Maculinea nausithous), Maculinea teleius, Margaritifera margaritifera